# スーパーロボット大戦シリーズのシステム
スーパーロボット大戦シリーズのシステム（スーパーロボットたいせんシリーズのシステム）はゲーム「スーパーロボット大戦シリーズ」のシステムおよびゲーム進行に関して解説する。
- ジャンルが異なる『Scramble Commander』シリーズ、『無限のフロンティア』シリーズ、および、『リンクバトラー』、『スパロボ学園』、『スーパーロボット大戦X-Ω』についてはここでは取り扱わない。これらの作品の戦闘システムについてはそれぞれの作品ページを参照。

## ゲームの流れ
ゲーム本編はステージ（面）に分割されているキャンペーン型。各ステージは開始時、テレビアニメの様に「話数 / 副題 （サブタイトル）」が表示される。原作をベースとしたステージの場合には、登場作品中で用いられた副題が使用されることもある。ステージの構成は以下の通り。
1. シナリオデモ
  - 戦闘に至るまでの流れを、キャラクター同士の会話によって説明する。
2. 戦闘マップ
  - 出撃ユニット選択：任意数の（マップ毎に定められた限界数まで）ユニットを選択し、出撃させる。
  - 戦闘：勝利条件を満たすため、自軍ユニットを操作する。詳細は勝利条件の項を参照。
3. シナリオエンドデモ
  - 戦闘が終了し、次の行動の目標が示される。
4. インターミッション
  - 機体、またはパイロットの強化やセーブを行う。（詳細は後述）
5. 次のシナリオへ

## シナリオデモ
色々なキャラクターが戦闘マップに向けて作戦会議や雑談などの会話を交わす。敵襲などによって戦闘マップに移るのが基本的。時には味方内の会話だけでなく、敵勢力内部での会話を見ることも。

### ルート分岐
シナリオデモ中の選択肢によって次に進む戦闘マップが変化することもある。また、自軍の部隊を分割し、その中の一部隊のみを操作することも。作品に主人公が設定されている場合は、主人公はプレイヤーが選んだルートに進む。

## 戦闘マップ
マップの形状は、正方形の升目の集合によって構成された長方形になっており、大きさはマップごとに異なる。戦闘マップを構成するユニットは3種類に分けられる。
戦艦ユニット
指揮官ユニット。味方ユニットの搭載など独自の行動ができる。味方ユニット同様に行動できるが、『スーパーロボット大戦F完結編』以降は破壊されるとゲームオーバーとなる（それ以前は破格の修理費はかかるものの、破壊されてもゲームオーバーにはならなかった）。
味方ユニット
プレイヤーが主に操作するユニット。出撃ユニットや配置はある程度任意で決めることができる。
敵ユニット
攻撃目標。決まった位置に決まったユニットが配置されており、味方ユニット側の同様の行動で自軍を攻撃する。敵部隊に戦艦ユニットは存在せず、戦艦型でも敵ユニットとして扱われる。
基本的には敵ユニットを全滅させることでクリアとなるが、勝利条件はマップごとに異なる。
一部作品を除き、戦闘はターン制で行われる。各軍のフェイズが終了すると、1ターンが終了する。勝利条件を満たすため、ユニットを移動ないしは戦闘（一括して「行動」と称する）を行う。全てのユニットが行動終了でなくとも、任意で自軍のフェイズを終了させることが可能。敵軍フェイズはCPUがプレイヤーと同等の行動を行う。これを繰り返して、先に勝利条件を満たした軍の勝利となる。
基本は自軍と敵軍の2勢力間で戦われるが、第3以上の勢力とも戦う場合もある。その場合、自軍→敵軍→第3勢力→自軍…といった形で、フェイズの実行権が移行する。
マップによっては特定ターンへの突入や特定の敵の破壊、敵の全滅によって、敵からの増援や第3勢力の出現など戦局が変化することもある。

## コマンド

### 全体コマンド
部隊全体の行動を決定するコマンド。
| 名称       | 内容 |
| ---------- | --- |
| ターン終了 | プレイヤーフェイズを終了し、エネミーフェイズへ移行する。                                                       |
| 検索       | 精神コマンドや特殊技能、特殊能力を所持するパイロットや機体を検索する。                                         |
| 部隊表     | 味方の能力を確認する。交戦した相手なら敵の能力の確認もできる。                                                 |
| 作戦目的   | 勝利条件、敗北条件、熟練度システムの存在する作品のうち一部では熟練度獲得条件も確認できる。（『第3次α』など）   |
| システム   | システムの設定を行う。操作方法の変更や、グリッド線（戦闘マップ上のマス目を示す線）の表示の有無などを変更する。 |
| セーブ     | クイックセーブを行う。（詳細は後述）                                                                           |

### 個別コマンド
| 名称                | 内容 |
| ------------------- | --- |
| 移動                | ユニットを移動させるコマンド。原則として、攻撃後の移動はできない。 |
| 攻撃                | 味方ユニットの持つ武器を選択し、 敵ユニットに対して攻撃を行う。武器によっては移動後も使用可能な物と、そうでない物がある（基本的に武器情報画面で確認可能）。原則として、攻撃を行ったものが先攻。攻撃は1ターン中一度のみで、攻撃を行ったユニットはその後同ターン中は他の行動は取れない。 |
| 精神                | 精神コマンドを使用する。RPGの魔法に相当し、様々な効果を得ることができる。 |
| 空中 地上 水中 地中 | 飛行可能な機体など活動可能な地形が複数ある場合、活動場所を変更できる。 |
| 合体 分離 変形      | ユニットを合体/分離/変形させるコマンド。（詳細は特殊能力の項を参照） |
| 修理 補給           | 修理装置、補給装置を持つユニットが修理/補給を行うコマンド。修理はダメージを受けたユニットのHPを回復、補給はユニットのEN、武器の弾数を回復させる。修理は移動後にも使用でき、補給は特殊技能がない限り移動前にしか使用不可能。又、補給を受けたユニットは搭乗者の気力が若干減少する。      |
| 搭載 出撃           | 「搭載」はユニットを戦艦上に移動させた時、「出撃」はユニットが戦艦内から移動する時に出現するコマンド。搭載時、若干気力が下がるが、武器の弾数が完全回復し、さらにターン毎に各ユニットのHPとENが徐々に回復する。出撃は戦艦が行動した後も使用可能。                                       |
| パーツ              | 装備している消費タイプの強化パーツを使用する。 |
| 待機                | ユニットの行動終了を宣言するコマンド。通常は移動や攻撃のあとに選択するが、文字通り待機するために選択することもできる。 原則として、一度待機したユニットは次のプレイヤーフェイズまで動かすことができない。                                                                              |
| 能力                | ユニット・パイロットの能力を確認できるコマンド。一度交戦したのであれば敵ユニットの能力を見ることもできる。 |

『第1作』には隣接した敵ユニットを勧誘する「せっとく」コマンドがあり、ボス以外のユニットを味方できる。また精神コマンドには使うと100%成功する「きょうめい」が用意されている。なお敵ユニットも「せっとく」を使い味方ユニットを引き抜いてくる。リメイク版では一部のボスも説得可能となった他、説得に関連するトロフィーも設定されている。『第2次』以降は特定の条件下で「説得」コマンドが出現し、選択するとイベントが発生する。

#### 精神コマンド
作品によって効果が違うものはそのたびに解説している。近年の作品においてはパイロットごとに精神ポイントの消費量が違う事があるため、消費精神ポイントについては割愛する。また、『OGS』に登場するツイン精神コマンドについても解説する。なお、これらの精神コマンドはシミュレーションRPGとしてのスパロボの効果であるため、『SC2nd』（リアルタイムストラテジー）、『無限のフロンティア』『無限のフロンティアEXCEED』（RPG）、『スクランブルギャザー』（カードゲーム）では効果が異なっていることが多い。

##### 回復系
この項では、ユニットのHPやEN、精神ポイントに影響を及ぼす精神コマンドについて解説する。
根性
機体のHPを最大値の30%分回復させる。
『無限のフロンティア』シリーズでは自分のHPを最大値の50%分回復する。
『NEO』では使い分けタイプで、レベルに応じて自機のHPを最大値の20 - 50%回復させる。
ド根性
「根性」の上位版。機体のHPを最大まで回復させる。
『GC』ではBODY部位しか回復しないが、『XO』では各部位も含めたすべてのHPを全回復する。
底力
『第2次』に登場。ゲーム中は「そこぢから」とひらがなで表記される。機体のHPを50回復させる。現在では特殊技能になっている。
『リンクバトラー』では、精神ポイントを使わずに「熱血」と同じ効果を発揮するコマンド。
信頼
初期の作品では指定した機体に「根性」と同じ効果を与えるものだった。
『α外伝』以降の作品ではHPの回復量が2000に固定されていることが多い。
『リンクバトラー』では次ターンの敵の攻撃力を半減する。
『無限のフロンティア』シリーズでは指定した味方のHPを最大値の30%分回復する。
『GC・XO』ではBODYのみの回復となる。
『XO』では隊長格の敵ユニットがこの精神を頻繁に使用してくる。
『NEO』では使い分けタイプで、レベルに応じて範囲3 - 5以内にいる指定した味方1機のHPを1000 - 2000回復する。
友情
初期の作品では味方全機のHPを最大値の半分回復させる効果だった。
『R』以降の作品では指定した味方に「ド根性」と同じ効果を与える効果に設定されていることが多い。
『リンクバトラー』では自分と敵のHPを最大値の半分回復させる。
『無限のフロンティア』シリーズでは味方全員のHPを最大値の30%分回復する。
絆
『第2次』に登場。ゲーム中は「きずな」とひらがなで表記される。味方全機のHPを最大まで回復させる。
『第3次α』『無限のフロンティア』シリーズでは味方全体のHPを最大値の半分回復させる効果になっている。
補給
指定した機体のエネルギー・弾数を最大まで回復する。作品によっては気力が-10されることがある。
『無限のフロンティア』シリーズでは指定した人物のCOMゲージを30%、SPを20回復させる。
祈り / 期待
『64』から登場。指定したパイロットの精神ポイントを回復する（『リンクバトラー』では敵のSPを0にする）。『α』以降は「期待」という名称になり、「祈り」は『OG2』にて、指定したパイロットにかけられた特殊効果を解除するという効果で再登場した。
登場初期は指定したユニットに搭乗するパイロット全ての精神ポイントを回復できたが、現在は複数人乗りのユニットでも一人しか回復できない（『A PORTABLE』では旧作通り全員回復だった）。
『無限のフロンティア』シリーズでは「祈り」「期待」両方が登場。「祈り」は『OG2』同様味方の状態異常を解除、「期待」は指定した味方のSPを20回復する。
『NEO』では使い分けタイプで、レベルに応じて範囲3 - 5以内にいる指定した味方１機のSPを10 - 20増加させる。なおサブパイロットにも効果がある。自分には使用できない。
献身
『COMPACT2』から登場。祈り/期待の廉価版で、消費量が少ないが回復量も少ない（初登場時の消費量:回復量は祈り/期待が100:50だったのに対し、献身は30:10）。
ふれあい
『SC2nd』に登場。レーダー範囲内の味方の精神ポイントを10回復させる。
信念
『OG2』に登場。1ターンの間、特殊武器によるステータス異常を受けなくなる。移植版である『OGS』には存在しないが、『無限のフロンティア』で再登場した。『無限のフロンティア』では、効果が3ターン持続する。
復活
撃墜されたユニットを戦線復帰させる。HPやEN、SPまで完全回復の状態で復帰するため、前記の「献身」らと組み合わせることでSPの無限増殖が可能な作品も存在した。『COMPACT3』以後は登場していないが、『無限のフロンティア』において数作ぶりに再登場する（復活時のHPは50%の状態）。
『リンクバトラー』では撃墜されたとき最大HPの1/4で復活する。
再生
『魔装機神』にのみに登場。撃墜されたとき最大HPの半分で復活する。
P回復 / 練功
『魔装機神』シリーズにのみ登場。指定パイロットのプラーナを全回復。
『魔装機神II』では名称が「練功」となり、効果もプラーナを50%回復に変更。
M吸収 / 吸収
『魔装機神』シリーズにのみ登場。指定した敵ユニットのMG（他作品におけるEN）を50吸収する。『魔装機神II』にて名称が「吸収」に変更。
情熱
『第3次α』で初登場。使用パイロットの歌エネルギーを10000回復。
『無限のフロンティア』では攻撃時のFゲージの上昇量を1.5倍にする。『EXCEED』では2倍。
八卦
『無限のフロンティア』シリーズで登場。ランダムで指定された味方キャラクターのSPを20回復する。
舞踊
『無限のフロンティア』シリーズで登場。味方全体の状態異常を解除する。
回復
『無限のフロンティアEXCEED』で敵専用精神として登場。自分のHPを10％回復する。

##### 戦闘効果系
この項では、戦闘中に効果を及ぼす精神コマンドについて解説する。
熱血
初期シリーズでは次の攻撃が必ずクリティカルヒットするという効果だった。
『F』以降の作品では次の戦闘で敵に与えるダメージが1.5 - 2倍になるという効果になっている。ただし、援護攻撃には効果が適用されない。
『F』以降の一部作品ではクリティカルヒットが同時に発生しない（「魂」も同様）。
『NEO』では使い分けタイプで、レベルに応じて次の戦闘で敵に与えるダメージが1.5 - 2.5倍になる。
魂
熱血の上位版で『第4次』から登場。初期は次の攻撃で敵に与えるダメージが3倍になるというものだったが、『α外伝』以降は2.5倍に弱体化している。また、『第3次Z 天獄篇』では2.2倍と更に弱体化している。「熱血」同様、援護攻撃には効果が適用されない。
『OGS』ではツイン精神として登場。
熱血と魂を両方覚えるパイロットであっても同時使用は不可能、あるいは魂の効果のみ発揮となっている。
主にリアル系のエース級パイロットが習得し、スーパー系のパイロットで習得する者はごく少数に限られる。
報復
『魔装機神』に登場。自身の受けたダメージを一度だけ敵全体に与える。
捨て身
『α』から登場。「必中」の効果に加え次の攻撃で敵に与えるダメージが3倍、クリティカルヒットが必ず発生する（3×1.5=4.5倍の最終ダメージとなる）が、1ターンの間回避率が0になる。
厳密な初出はスパロボシリーズの亜種作品である『リアルロボット戦線』からで、1ターンの間ダメージが3倍になるが、受けるダメージも2倍になるという効果だった。
激闘 / 闘志
『α』に登場。1ターンの間ダメージが1.5倍になる。しばらく登場していなかったが、『J』において「闘志」として復活（効果は「1ターンの間、必ずクリティカルが出る」に変更）。
『無限のフロンティア』シリーズでは自分のクリティカル率を20%上げる。3ターン持続する。
「熱血」「魂」とは効果が重複せず、「熱血」「魂」が優先される。
理想
『UX』に登場。上記の「闘志」を自分および隣接したユニットにかける。
分析
Zシリーズにのみ登場。敵の攻撃力と防御力を1ターンの間、10％引き下げる。
主に頭脳派のパイロットが習得する傾向にある。
士気
『第3次α』から登場。コマンド使用後の次の小隊攻撃が全てクリティカルとなる。
『無限のフロンティア』シリーズでは味方全体に「闘志」をかける。3ターン持続する。
集中
1ターンの間、自分の命中率と回避率が30%（第2次Gでは10%）上昇する。
初出の『第3次』では自分の「直感」を1ターンの間50上昇させる効果。
『リンクバトラー』では次の攻撃の行動順位を高める。
『無限のフロンティア』シリーズでは、自分のTECを15％上昇する。3ターン持続する。
『NEO』では使い分けタイプで、レベルに応じて自身の命中率と回避率を20 - 40%上昇させる。次のPP開始まで有効。
主にリアル系のエース級パイロットや機動性重視のスーパーロボットを愛機とするパイロットが習得する傾向にある。
必殺 / 必中
『第2次』のみ「ひっさつ」とひらがなで表記される。1ターンの間、自分の命中率が100%になり、分身、切り払い、ジャマー、「かく乱」などの影響を受けずに攻撃できる。ただし、相手が「ひらめき」を使っていた場合は「ひらめき」が優先される。
『スクランブルギャザー』ではそれぞれ別個の精神コマンドとして、同時に登場している。
『無限のフロンティア』シリーズでは、1度だけ全攻撃がGUARD・MISSにならないようにする。
『NEO』では成長タイプで、レベルに応じて消費SPが減少する。次のPP開始まで有効。
感応
『OG』より登場。指定したパイロットに必中の効果を与える。
『NEO』では使い分けタイプで、レベルに応じて範囲3 - 5以内にいる指定した味方１機に必中の効果を与える。次のPP開始まで有効。
直撃
『R』より登場。攻撃対象が持っている防御技能やバリア・分身等の防御能力、サイズ差、援護防御を無視する。
ただし、『マクロス7』が登場する作品では「プロトデビルン」の能力のみ無効化できない。ステータス異常耐性を無効化できる作品もある。
『無限のフロンティア』シリーズでは1度だけ攻撃の1発目をBLOCKされないようにする。
両断
『無限のフロンティアEXCEED』に登場。全ての攻撃がBLOCKされなくなる。3ターン持続する。「直撃」とは効果が重複せず、「両断」が優先される。
狙撃
MAP兵器と射程1の武器を除く全ての武器の射程を+2にする。
『GC/XO』ではさらにサイズ差に関わらず部位攻撃が出来るようになる。
『無限のフロンティア』シリーズでは敵1体に「気絶」の状態異常効果を与える。1フェイズ持続する。
主にスナイパー、もしくはそれに準じるパイロットが習得する傾向にある。また、「狙撃」を習得するパイロットは「必中」もしくは「直感」をセットで習得する場合が多い。
突撃
『A』より登場。MAP兵器を除く全ての武器をP属性（移動後攻撃可能）にする。
『無限のフロンティア』シリーズでは、1度だけ的の体重に関係なく浮く高さを一定にする。
見極め
『新』のみ登場。マップ兵器で攻撃する際、敵味方を識別できるようにする。
てかげん
攻撃対象のHPを必ず10残す。ただし、自分の技量が攻撃対象のパイロットの技量を上回っている必要がある。
『無限のフロンティア』シリーズでは「手加減」と表記され、一度だけ自分のATKを1にする。一部の敵と「博打」「式占」使用時に発揮される効果でのみ登場。
ひらめき
次の攻撃を確実に回避する。「必中」よりも優先される。作品によっては「切り払い」「撃ち落とし」等のほうが優先されて、ひらめきがかかったままになることがある。
『無限のフロンティア』シリーズでは「閃き」と表記され、1度だけ敵の攻撃を全てMISSにする。
『NEO』では成長タイプで、レベルに応じて消費SPが減少する。
我慢
『第2次』に登場。ゲーム中は「がまん」とひらがなで表記される。1回だけ敵から受けるダメージを1/2にする。
鉄壁
初期の作品では1ターンの間、自分の装甲値を2倍にするという効果だった。
『α外伝』以降は『COMPACT3』を除き敵から受けるダメージを1/4にする効果になっている。
『無限のフロンティア』では、3ターンの間自分のDEFを20％上昇する。
『無限のフロンティアEXCEED』では3ターンの間ダメージを30％軽減する。
『NEO』では使い分けタイプで、レベルに応じて受けるダメージを30 - 70%軽減する。ただしファイアや押し出し等による追加ダメージには効果が無い。次のPP開始まで有効。
不屈
『R』より登場。受けるダメージを一度だけ0または10にする。ただし、武器の特殊効果の影響は受ける。ひらめきとの同時使用も可能。ダメージを受けるまで効果が持続する。
『無限のフロンティア』では、1度だけ自分のDEFを50％上昇し、受けるダメージを30％軽減する。
『無限のフロンティアEXCEED』では1度だけ全ての攻撃がGUARD・MISSとなる。なお「防御」コマンドも「不屈」と同等の効果を持つ。
『NEO』では使い分けタイプで、レベルに応じて一度だけ受けるダメージを75 - 95%軽減する。ただしファイアや押し出し等による追加ダメージには効果が無い。なお援護防御時には効果が発揮されない。
めくらまし / かく乱
『第2次』のみ「めくらまし」とひらがなで表記される。1ターンの間、敵全体の命中率を半減させる。ただし、相手が必中を使っていた場合、「必中」が優先される。
『リンクバトラー』では次のターンで敵は精神コマンドを（妖精によるもの以外）使用できなくなる。
「めくらまし」は『第2次』に名前が登場した精神コマンドの中では、唯一『スクランブルギャザー』で不採用となった。
『無限のフロンティア』シリーズでは、敵全体のTECを10％下げる。『無限のフロンティア』では1ターン、『EXCEED』では2ターン持続する。
『NEO』では成長タイプで、レベルに応じて効果範囲が5まで拡大し、同時に消費SPが減少する。対象は範囲内の敵全てで、命中率低下の割合は一律30%。次のPP開始まで有効。
笑止
『SC2nd』に登場。30秒間、最大HPの5%未満のダメージが0になる。
予測
『OGS』で初登場。1ターンの間、敵全体の回避率を半減させる。ただし、相手が「ひらめき」を使っている場合はそちらが優先される。
みがわり
『F』シリーズや『64』に登場。一度だけ味方ユニットに対する攻撃を肩代わりすることができる。後のシリーズの援護システムのアイデアの元となった。
誘爆
『IMPACT』のみ登場。次の攻撃で敵ユニットを撃墜すると、撃墜したユニットに隣接したユニットにも誘爆ダメージ（撃墜ユニットの最大HPの半分）を与える。誘爆ダメージで撃墜したユニットの経験値・資金は入手できない。
渾身
『SC2nd』に登場。20秒間、攻撃力が1000以上の全ての攻撃技にブレイク値が+30される。
言霊
『無限のフロンティア』に登場。敵全体のATKを低下させる。2ターン持続する。
毒舌
『無限のフロンティア』に登場。敵に「毒」の状態異常効果を与える。5ターン持続する。
眼力
『無限のフロンティア』に登場。敵に「麻痺」の状態異常効果を与える。3フェイズ持続する。
結界
『無限のフロンティア』シリーズに登場。味方全体に「信念」の効果を与える。3ターン持続する。
高揚
『無限のフロンティア』シリーズに登場。重量に関わらず、敵を高く打ち上げることができる。3ターン持続する。
闘気
『無限のフロンティアEXCEED』に登場。敵に「麻痺」の状態異常効果を与える。3フェイズ持続する。
混乱
『無限のフロンティアEXCEED』に登場。SP毒の効果を与える。単体では習得せず、「博打」「式占」使用時のみ登場する。
重身
『無限のフロンティアEXCEED』に敵専用精神として登場。自分の重さを1段階重くする。1ターン持続する。
軽身
『無限のフロンティアEXCEED』に敵専用精神として登場。自分の重さを1段階軽くする。1ターン持続する。

##### 成長系
この項では、ユニットのステータス成長に関わる精神コマンドについて解説する。
幸運
初期のシリーズでは次の戦闘で得られる経験値と資金が2倍になるという効果だったが、『F』以降は資金のみの増加となった。
『NEO』では成長タイプで、レベルに応じて消費SPが減少する。敵を撃墜するまで持続。
努力
『F』から登場。次の戦闘で得られる経験値を2倍にする。
『無限のフロンティア』では得られる経験値が1.5倍になっている。
『NEO』では成長タイプで、レベルに応じて消費SPが減少する。経験値を得られる行動を取るまで持続。
応援
『A』から登場。指定したパイロットに「努力」の効果を与える。
『NEO』では成長タイプで、レベルに応じて効果範囲が拡大する。
祝福
『COMPACT2』から登場。指定したパイロットに「幸運」の効果を与える。
『NEO』では成長タイプで、レベルに応じて効果範囲が拡大する。
修行
『COMPACT3』から登場。次の戦闘で得られるパイロットポイントを2倍にする。『OGS』でツイン精神として復活。
伝授
『COMPACT3』のみ登場。指定したパイロットに「修行」の効果を与える。
特訓
第1作にのみ登場。ゲーム中は「とっくん」とひらがなで表記される。味方ユニット1体のステータスを上昇させる。どのステータスが上がるかはランダムだが、上昇したステータスは次のシナリオ以降にも引き継がれる。

##### 移動、行動系
この項では、マップ上での移動に関わる精神コマンドについて解説する。
加速
次の移動の際の最大移動力を2 - 5（作品により異なる）上昇する。
『リンクバトラー』では次のターンで敵は移動系コマンドが使用できなくなる。
『無限のフロンティア』シリーズでは自分のSPDを15%上げる。3ターン持続する。
『NEO』では成長タイプで、レベルに応じて消費SPが減少する。上昇する移動力は3で、そのユニット本来の移動力を上回る距離を移動するまで持続。
はやて / 迅速
「加速」の上位版。登場作品での「加速」より移動力がさらに+2されている。
「はやて」は『第2次』にのみ登場し、以後長らくの間「加速」のみであったが、『Z』において十数作ぶりに「迅速」の名で復活した。
また、スパロボシリーズの亜種作品である『リアルロボット戦線』にも「神速」の名で加速の上位版が登場していた。
追風
指定した味方に「加速」の効果を与える。自分自身にも使用することも可能。
『NEO』では成長タイプで、対象は味方1機。レベルに応じて効果が5まで拡大し、同時に消費SPも減少する。
『UX』では対象は味方PU1つ。移動力の増加は3で固定、1回移動する事で効果が切れる。
テレポート
『第2次』にのみ登場。味方を指定した場所に移動する。
覚醒
行動後にもう一回行動できるようにする。
『リンクバトラー』では次のターンの自分のAPを1増やす。
『無限のフロンティア』では自分のCOMゲージの最大値を120%にする。3ターン持続する。
『第2次Z』では特殊技能「連続行動」と重なった場合、連続行動が優先される（覚醒の効果は連続行動が発動して使い切られるまで無くならない）。
再動
『第4次』から登場。当時は隣接した行動済みのユニットを再び行動可能にできたが、近作では指定した行動済みユニット一体が再び行動可能になるように変更された。
『リンクバトラー』では次のターンの敵のAPを1減らす。
『無限のフロンティアEXCEED』では敵専用精神として復活。自分がそのターンの最後にもう一度行動できる。ただし精神コマンドは使用不可。
隠れ身
1ターンの間敵から認識されなくなる。敵ユニットを素通りできるようになり、攻撃の際に反撃も受けなくなる。
『リンクバトラー』では次のターンで敵は攻撃系コマンドが使用できなくなる。
挑発
指定した敵ユニット一体がコマンド使用ユニットのみを狙うようになる。指定ユニットが使用ユニットを攻撃するまで有効。作品によっては挑発をかけることができない敵ユニットもあった。
『リンクバトラー』では次のターン敵は射撃・格闘・精神コマンド以外の行動をとれなくなる。
連撃
『OGS』で初登場。使用した次の戦闘で敵ユニット（ツインユニットの場合は両方）を破壊した場合、もう一回行動できる。
足かせ
『第4次』のみに登場。付近のユニット（敵味方共）の移動力を1ターンの間半減する。
『無限のフロンティア』シリーズでは敵1人のSPDを10%下げる。『無限のフロンティア』では1ターン、『EXCEED』では2ターン持続する。
威圧
『EX』『第4次』『新』に登場。自分よりレベルの低い敵ユニット1体を指定し、1ターンの間行動不能（2回行動ユニットの場合は行動回数を-1）にする。
『IMPACT』では1ターンの間、指定したユニット一体の援護行動を全て封じる。
『無限のフロンティア』では敵全体のSPDを10%下げる。1ターン持続する。
電瞬
『無限のフロンティア』シリーズに登場。次のターン、最初に行動できる。複数のキャラが使用した場合は元のSPDで順番が決定される。

##### 気力系
この項では、気力の上昇下降に関わる精神コマンドについて解説する。
気合
自分の気力を10（『新』までと『リンクバトラー』では15）上昇させる。
『無限のフロンティア』ではCOMゲージを30%回復させる。
『NEO』では使い分けタイプで、レベルに応じて自身の気力を5 - 15上昇させる。
気迫
『OG』より登場。「気合」の上位版。自分の気力を30上昇させる。
『無限のフロンティア』ではCOMゲージを50%回復。
激励
自分の周囲にいるユニット、または指定した味方ユニットに「気合」の効果。前者は『第4次』、『α外伝』、『W』、GBA版『OG』シリーズ、後者は『第2次α』『第3次α』『Z』を除いたそれ以外の作品での効果。
『第2次α』『第3次α』『Z』では小隊内の全ての味方ユニットの気力を5上昇させる。
『リンクバトラー』では自分と敵の気力を30上昇させる。
『NEO』では使い分けタイプで、レベルに応じて範囲3 - 5以内にいる指定した味方1機の気力を3 - 8上昇させる。
鼓舞 / 大激励
『COMPACT』で初登場。マップ上の全ての味方ユニットの気力を5上昇させる。
『α』では「大激励」に名称が変化し、効果も気力10上昇だったが、以後のシリーズでは「鼓舞」の方が採用されている（「大激励」は『OGS』でツイン精神として復活したが、効果は鼓舞と同じ）。
『無限のフロンティア』シリーズでは味方全体のCOMゲージを30%回復する。
脱力
指定した敵ユニットの気力を10下げる。
『無限のフロンティア』では敵1人のATKとDEFを5%下げる。2ターン持続する。
『無限のフロンティアEXCEED』では相手の強制回避ゲージを50％下げる。
『NEO』では使い分けタイプで、レベルに応じて範囲3 - 5以内にいる敵全ての気力を20 - 40低下させる。
主にギャグメーカー的なパイロットが習得する傾向にある。
戦慄
マップ上の全ての敵ユニットの気力を5または10下げる（作品により鼓舞/大激励の増加量の逆をとる）。
『無限のフロンティア』では敵専用精神として登場。「切り札」に「不屈」を加えた効果。
『無限のフロンティアEXCEED』でも敵専用精神として登場。こちらは一度に「再動」「電瞬」「熱血」「必中」「不屈」がかかる。なお、「戦慄」に含まれる「再動」と単体の「再動」は効果が重複する。
恐怖
『無限のフロンティアEXCEED』に登場。自分のCOMゲージが30％下がる。単体では習得せず、「博打」「式占」使用時のみ登場する。

##### 複合効果系
この項では、複数の効果を同時に発揮する精神コマンドについて解説する。
奇跡
一度に「魂」「必中」「ひらめき」「加速」「幸運」「努力」「ド根性」「気合」×2 - 3がかかる。初期の頃は消費精神ポイントも効果に対して少なめだった。かつては習得レベルが普通にプレイしていては不可能なほど高かったが、徐々にレベルが引き下げられていった（逆に消費ポイントが跳ね上がった）。
『IMPACT』以降は採用されていないが、『COMPACT3』で再登場した。ただしこの作品では登場しない「魂」のかわりに「熱血」と「修行」がかかる。
『無限のフロンティア』で再び採用されるが、こちらは「魂」が入っている代わりに「気合」は1回分、「ド根性」「努力」なしとなっており、使用精神だけを見れば下記の「愛」に近い形になっている。
『無限のフロンティアEXCEED』では自分に「ド根性」「見切り」「魂」「気迫」「加速」「努力」「幸運」が同時にかかる。後述のように「見切り」は「必中」「閃き」の効果を持つため、内容は初期の「奇跡」とほぼ同様になっている。
見切り / 直感
『COMPACT2』から登場。上記の「ひらめき」と「必中」の効果を同時に得られる。『第3次α』以降では同名のパイロット技能があるため「直感」に変更される。『無限のフロンティアEXCEED』では久々に「見切り」の名前で登場した。
「直感」の名称そのものは『第2次』が初出。「ちょっかん」とひらがなで表記され、1回だけ自分の命中率が10%上昇するという効果だった。
愛
第1作では撃墜された味方ユニットを一体復活させるものだった。
以降は全味方ユニットのHPを最大回復するという効果になるが、『R』以降は『COMPACT3』を除き一度に「熱血」「必中」「ひらめき」「加速」「幸運」「努力」「気合」がかかるという「奇跡」の簡易版のような効果に変更されている。
『無限のフロンティア』シリーズでは味方全体のHPを全回復という効果に戻っている。
奇襲
『A』に登場。「熱血」「加速」「必中」「ひらめき」が同時にかかる。『A PORTABLE』では廃止されたが、『無限のフロンティアEXCEED』で復活した。
勇気
『第3次α』以降で採用されている。「熱血」「必中」「不屈」「加速」「直撃」「気合」が同時にかかる。なお、この6つの精神コマンドは全て『第2次α』で獅子王凱が修得した物である。
希望
『Z』のみに登場。指定した小隊の小隊員全員の気力を10上昇させ、「友情」「応援」「祝福」を同時にかける。
強襲
『第2次OG』でツイン専用として初登場。「加速」「突撃」「直撃」が同時にかかる。
切り札
『無限のフロンティア』で登場。「加速」「直撃」「覚醒」「闘志」「熱血」「努力」が同時にかかる。
『無限のフロンティアEXCEED』では「突撃」「必中」「両断」「情熱」「電瞬」「熱血」が同時にかかる。
修練
『無限のフロンティアEXCEED』に登場。自分に「幸運」「努力」が同時にかかる。
ド迫力
『無限のフロンティアEXCEED』に登場。自分に「ド根性」「孤高」「直撃」「熱血」「覇気」が同時にかかる。

##### その他特殊系
この項では、各項に分類できない特殊な効果を持つ精神コマンドについて解説する。
偵察
敵ユニットのステータスを見ることが出来る。
『J』『W』では加えて1ターンの間指定敵ユニットの回避率を10%減少させる。
『リンクバトラー』では次のターンの敵の行動が1つだけ分かる。
探索
マップ上に隠されている強化パーツや資金の場所を調べることができる。
近年の作品では強化パーツを敵が所持していたり、落ちているのをコンテナという形で見ることができるため登場していない。
自爆
ユニットを自爆させ、周囲ユニット（敵味方問わず）に残りHP分のダメージを与える。使用ユニットは撃墜扱いとなる。使用から発動まで猶予期間（カウントダウン）があり、0になる前にボタンを押せばキャンセル可能。『A』では、シールド耐久力を無視し、ユニット本体に直接ダメージを与える。
小隊システムが採用された『第2次α』ではそのシステムの問題のためか削除され、それ以後の作品でも基本的に採用されていない（逆に武器として「自爆」が登場する事が多くなった）。
ただし、『A PORTABLE』では再び採用されているが、キャンセルができなくなっている。
習得するキャラクターは綾波レイやヒイロ・ユイなどのアニメで実際に自爆を敢行した人物に見られる。ちなみにヒイロ・ユイは『新』にて習得するのが「お約束」とキャラクター辞典で記述されている。
怒り
『第2次』に登場。ゲーム中は「いかり」とひらがなで表記される。マップ上の全ての敵ユニットに128以下のダメージを与える。
激怒
『第2次』から登場。マップ上の全ての敵ユニットに255以下のダメージを与える。『第3次』以降はマップ上の全ての敵ユニットに1000以下のダメージを与える。この効果で敵ユニットを撃墜しても経験値や資金は入手できない。
正義
第1作に登場。ゲーム中は「せいぎ」とひらがなで表記される。味方ユニット全員の「忠義」を上げる効果がある。また、ランダムで主人公の「カリスマ」が上がることもある。
「UX」では1ターンの間、武器の段数、ENを消費せずに使用できる効果になった。
共鳴
第1作に登場。ゲーム中は「きょうめい」とひらがなで表記される。敵ユニットを100%の確率で仲間に引き込むことができる。
夢
『F/完結編』に登場。そのマップに出撃している他の味方パイロットの使用できる精神コマンドを、倍の精神ポイント消費で使用することが出来る。
同調
『OGS』に登場。ツインユニット内の両パイロットのパラメータを数値の高い方に合わせる。
順応
『UX』に登場。1ターンの間、機体と武器の地形適応をすべてSにする。
孤高
『無限のフロンティア』シリーズに登場。自分のCOMゲージの最大値を150%にする。同シリーズにおける「覚醒」の上位版。3ターン持続する。
博打
『無限のフロンティア』シリーズに登場。自分にランダムで精神コマンドが1つかかる。敵に対して使用するデメリットの精神がかかってしまうこともある。発動した効果に関わらず、1ターンに1回しか使用できない。
式占
『無限のフロンティア』シリーズに登場。上記「博打」を指定した味方にかける。こちらも1人につき1ターン1回のみだが、同一ターン内でも「博打」の使用は可能となっている。
覇気
『無限のフロンティアEXCEED』に登場。FゲージをMAXにする。
連携
『無限のフロンティアEXCEED』に登場。一度だけ自分の援護回数と支援回数を1増やす。
号令
『無限のフロンティアEXCEED』に登場。味方全体に「連携」をかける。
卑怯
『スクランブルギャザー』にのみ登場。味方ユニットが破壊された時に使用し、破壊されたユニットの攻撃力分だけ、敵本体にダメージを与える。
兄弟愛
『スクランブルギャザー』にのみ登場。味方ユニットが破壊された時に使用し、破壊されたユニットのHP分だけ、味方ライブラリーを回復する。
眩惑
『スクランブルギャザー』にのみ登場。次の戦闘で、敵ユニットの命中判定時、捨て山からめくったカードがパイロットカードだったときのみ命中となる。

## 移動
ユニットを移動させる。機体ごとに移動力が設定されており、その限界値まで移動が可能。地形や特殊攻撃などによって移動力にマイナス補正がかかることがある。例として、地上での移動が基本の機体は、山脈や河川では移動力が低下する。また、簡単なZOCも搭載されている。

### 地形効果
マスに設定された能力。補正のない地形が大半だが、そこかしこに何らかの修正効果がある地形があり、MAPの攻略に大きく影響する要素の一つ。敵味方関係なく効果があり、特に敵が「回復効果」の地形にいる場合は如何にして素早く敵を排除するかがポイントとなる。なお、空中に浮いていると防御修正と命中修正を受けることができないが、移動力修正の影響を受けることはない。『LOE』『α』では地形の高度による補正も追加されたが、後の作品では採用されなかった。以下は地形による効果の一覧。
防御力修正
主に「山」「暗礁空域」などが持つ。機体の防御力に、設定された割合の修正が付加される。
命中率修正
主に「廃棄コロニー」「ビル」等、身を隠せる場所があるような地形に多く設定される。回避率に設定された割合分の修正が加わり、敵の攻撃を避けやすくなる。
移動力修正
主に「海」「暗礁空域」「森」などが持つ。ユニットの移動コストが設定された数値分増加し、進軍速度が落ちてしまう。
回復効果
主に「軍事基地」「スペースコロニー」などが持つ。このマスに止まっていると、ターン開始時に設定された割合だけEN・HPが回復していく。
また、ステージによって壁で区切られている場合もある。この場合、作品によって壁越しに攻撃できるかどうかが変わる。作品によっては壊せる地形もあるが、攻撃可能な武器は決まっている。

## 攻撃

### 攻撃概要
武器で攻撃することで敵ユニットにダメージを与える。武器には射程が存在し、その射程内に入っている敵にのみ攻撃可能。攻撃の命中率は攻撃側・防御側双方のパイロットやユニットの能力、地形効果、武器の命中率補正によって決まり、0%から100%までの値が攻撃前に明示される。命中した場合、武器の攻撃力や相手側の防御力に応じてダメージが与えられる。HPが0以下になるとそのユニットは撃破される。
クリティカル
攻撃時には一定の確率でクリティカルが発生し、通常よりも高いダメージを与えることがある。発生する確率は武器ごとに設定されたクリティカル率補正と双方のパイロットの技量値に応じて算出され、補正値の高い武器や相手より技量値が高い場合にクリティカルが発生しやすい。作品によっては「熱血」などの精神コマンド使用時にはクリティカルが発生しなくなる場合がある。一方でクリティカル率を上げる精神コマンドや特殊技能、エースボーナスも存在する。一般的には威力が高い武器やマップ兵器ほどクリティカル率が低い傾向があり、マイナスの補正がつくものもある。命中率と異なり、算出されたクリティカル率は表示されない。

### 戦闘の流れ
「攻撃」することによる戦闘は以下の流れで展開する。
1. 武器選択
  - 個別コマンドの「攻撃」から武器および攻撃対象を選択。
2. 戦闘情報確認
  - 彼我の使用武器や命中率を確認できる。援護に入るユニットを変更することも可能。
3. 戦闘シーン
  - 戦闘結果に応じたアニメーションが挿入される。
4. 結果表示
  - 獲得経験値および獲得資金が表示される。敵を撃破した場合は、強化パーツなどを入手することもある。

### 反撃
敵から攻撃された際に、反撃するか守りに徹するかの行動を選択する。防御や回避を選択してダメージを抑えるほか、回避能力や防御力に優れたユニットなら積極的に反撃するのも有効な手段となり得る。下記のいずれかを選択する。
- 反撃 - 武器で反撃する。命中率やダメージは攻撃時と同様に算出される。
- 防御 - 防御を固める。受けるダメージが通常の50%に抑えられる。
- 回避 - 回避に専念する。敵の命中率が通常の50%になる。
- 防御攻撃 - 『α』のみに存在。防御しつつ反撃を行う。敵の攻撃が100%命中するようになり、通常の75%のダメージを受ける。反撃のダメージは通常の50%になる。

敵から攻撃を受けるたびに反撃行動を任意に選べるようになったのは『第4次』からで、それ以前の作品では『第2次』までは必ず反撃、『第3次』『EX』では下記の中から全ユニット（『第3次』）、もしくはユニット個別（『EX』）に指定するものだった。
- 積極的に - 相手の攻撃で撃破されないようなら反撃、撃破される攻撃を受けるようなら防御、防御しても撃破されるようなら回避を選択する。
- 効率よく - 自分のレベルが相手以下の時は反撃、相手以上の場合には防御か回避を選択する。
- 反撃するな - どんな場合でも防御か回避を選択。

### MAP兵器
マップ兵器とも表記される。複数のユニットをまとめて攻撃する武器の総称。『OG』シリーズでは、Mass Amplitude Preemptive-strike Weapon（大量広域先制攻撃兵器）の頭字語と設定され、MAPWと略される。
自軍フェイズのみ使用可能であり、敵フェイズの反撃手段としては使えないが、敵から反撃を受けずに一方的な攻撃が可能。多数の敵を同時に撃破することで、大量の経験値と資金を得られる。攻撃範囲は指定の方向に一直線上、自機周囲に放射状など、さまざまである。敵味方問わずに攻撃するため、自軍ユニットを巻き込む危険が伴う（一部のMAP兵器は敵味方を識別し、敵のみにダメージを与える）。「高性能レーダー」など、射程を伸ばす強化パーツの影響を受けない。
『第2次スーパーロボット大戦α』以降の作品では敵が範囲内にいないと使えなくなり、意図的に味方のHPを削ってプレイすることが多少困難になった。
作品によっては全滅プレイを防止するため、敵がいない場合はMAP兵器を使用できないようになっている。また、特定の武器を最大まで改造すると、その武器のMAP兵器版が追加される場合がある。
なお、スーパーロボット大戦シリーズ以外の作品に同種の兵器が登場する場合にも、その効果にちなんで同じ名称を用いて報じられることがある。

## 追加システム

### 援護システム
『COMPACT2』以降の作品に搭載されたシステム。戦場で味方機が助け合う状況を再現するシステム。主に以下の2種。
- 援護攻撃 - 味方ユニットが敵ユニットに攻撃を仕掛けた際、援護ユニットが続いて現れ、追加攻撃を行う。
- 援護防御 - 味方ユニットが敵ユニットに狙われた際、援護ユニットが割り込んで防御し、ダメージを肩代わりする。

援護行動は「援護技能を所持し、援護可能な回数が残っている（最大数は技能レベルに同じ）」「援護するユニットと援護されるユニットが隣接しており、援護ユニットが援護対象のいる地形に進入可能」「攻撃対象となる敵機を攻撃可能な武器がある（援護攻撃のみ）」の各条件を満たしている場合に可能。『COMPACT2』などの導入初期は援護行動が可能な場合は必ず援護するが、『α外伝』以降は援護を行うかどうかを選べるようになり、その後の作品では援護を行うユニットや武器をある程度選べるようになった。一部作品では合体攻撃に対しての援護が行えない。またコンボで攻撃した場合には援護は発動しない（『J』と『W』のみ発動）。作品によっては援護の技能が攻撃・防御に分かれておらず、統一されていることもある。
援護行動時に反映される精神コマンドは決まっており、「鉄壁」「必中」「集中」などは反映されるが「熱血」「ひらめき」などの効果は得られない。

#### 援護システムの変遷
類似のシステムとして『MX』に「支援攻撃」が存在する。最大4機までのユニットが攻撃時に支援を行うが、攻撃力は低い（支援ユニットが多いと支援を要請したユニットの攻撃力に修正がかかり、ダメージが高くなる）。発動には「支援攻撃」技能が必要で、このレベルが高いと参加ユニットが増える。また「戦艦援護」というシステムを採用した作品もあり、未出撃のユニットが戦艦から飛び出して援護行動を行う。

### 熟練度
αシリーズ、OGシリーズ、『IMPACT』、Zシリーズに採用。戦闘中に特定の条件を満たすと獲得できる数値で、プレイヤーのゲームに熟練している度合いを示すものである。
『α』では戦闘内容のほかにシナリオの選択肢などによって大きく増減したが、『α外伝』以降は1戦闘マップにつき1ポイントのみ上昇するようになり、減少することはなくなった。基本的には「強敵を撃破する（途中で撤退する場合が多い）」「規定ターン内に敵を○体以上倒す」などの条件が多い。当初は隠し要素として熟練度の獲得条件が表示されていなかったが、『OG』以降は表示されるようになった。ZシリーズではSRポイント（スパロボポイント）という名で登場。作品によっては熟練度を獲得した際に出撃しているパイロット全員に養成用のポイントが加算される。
熟練度を獲得することで下記の変化や特典を得ることができる。
- 難易度変化：多くの場合、熟練度が高いほどゲームの難易度が上がる。敵ユニットの数や強さ、戦闘マップの勝利条件などが変化することが多い。獲得資金も難易度により変化する場合がある。
- 物語の分岐：作品によっては一定以上の熟練度を獲得していないと、真のエンディングに進めないことがある。
- 隠し要素
  - ユニット：通常のプレイでは入手できない機体を入手する。作品によっては熟練度が高い場合の他に、低い場合にのみ手に入る機体も存在する。
  - 武器：強力な武器が追加される。
  - パイロット：通常では死亡・離脱していなくなるパイロットが残ったり、敵軍パイロットが味方になる。

### 小隊システム
『第2次α』『第3次α』に存在するシステム。援護システムの発展型で、複数のユニットで1小隊を編成する。小隊に組み込めるユニットは最大4機までだが、ユニットごとにコストの数値が設定され（基本的にサイズが大きい機体ほど高い）、合計値が5を超える小隊は組めないようになっている。小隊長機のみがメインの攻撃を行うことが可能で、それ以外の小隊員機は特定の武器での支援攻撃を行うことになる。援護防御は同じ小隊の僚機に対して行えるが、援護攻撃は隣接する他の小隊の隊長機に対してのみ行える。攻撃の際は通常攻撃（小隊長機が敵小隊長機を攻撃）、小隊攻撃（小隊員による支援攻撃がつく）、全体攻撃（敵小隊の全ユニットを攻撃）、MAP兵器による攻撃のいずれかを選択。通常攻撃以外では援護攻撃が発生しない。各パイロットには「小隊長能力」が設定されており、小隊長に選んだ際に命中率補正や獲得経験値アップ等の特殊効果が発生する。
以前の作品では出撃可能なユニット数に限りがあったが、小隊システムの導入により多くのユニットを出撃させることが可能になり、従来なら出撃枠のために出番の少なかったパイロットも出撃させやすいというメリットがある一方、小隊編成に手間がかかるのが面倒という意見もある。
そのため、小隊システムの無いスパロボも発売したり、コスト制をなくすなどの配慮がなされている。『Z』では発展型のトライフォーメーションシステムが搭載されており、小隊内のユニットの陣形によって援護行動の可否や攻撃力、被ダメージ量が変化するようになっている。

### 部位破壊
『GC』『XO』で採用されているシステム。腕部や脚部などの各パーツを破壊することにより、使用武器に制限がかかる等の効果がある。また、このシステムを利用して敵機を行動不能にし、捕獲して自軍機として使用することも可能。ただし一部を除いて、相手が自分より大きい機体でないと部位を攻撃できず、自分よりサイズが2ランク大きい機体へは他部位を攻撃して破壊してからでないと、本体（胴体）に攻撃することが出来ない。部位は以下のとおり。
- BODY：メインのHP。従来のHPにあたり、0になると機体が撃破される。
- HEAD：頭部のHP。ダメージを受けるごとに命中、回避にマイナス補正がかかり、0になるとHEADに装備している武器が使えなくなる。『XO』では全部位中でHPが最も低く設定されている。
- ARMS：腕のHP。ダメージを受けるごとに攻撃力が低下し、0になるとARMSに装備している武器が使えなくなる。大半の機体の武器はARMSに集中しており、ここを破壊されると何も出来なくなる機体が多い。
- LEGS：足のHP：ダメージを受けるごとに移動力が低下し、0になるとLEGSに装備している武器が使えなくなり、元の移動力に関わらず移動力が1になる。

### BGM選択
『MX』以降に存在するシステム。元々は『α』の段階で全ユニット一括でユニットまたはパイロットのBGMを選択する機能が用意されており、『MX』で個別に設定が可能になった。『OG2』ではユニット・パイロットごとに複数用意された曲から選択可能となり、『第3次α』からは作品の枠を超えて自由にBGMを選べるようになった（マジンガーZの戦闘時にガンダムシリーズの曲を流す等）。『OG2』以降の作品でも、DS版『LOE』では採用されていない。
なお、作品の枠を超えたBGMの選択というアイデアは、シリーズのヘビーユーザーでもあるアニソン歌手・水木一郎による。

### 連続ターゲット補正
『A PORTABLE』以降作品に採用されているシステム。
敵の攻撃を回避するたびに回避率に一定のマイナス補正がかかり、何度も回避し続けることが困難になる。敵味方問わず有効なため、攻撃を命中させにくい敵に対して攻撃を続けることで命中率を上げることが可能である一方、運動性の高い機体を突出させて囮にする戦術がとりにくくなった。
フェイズ、ターン終了もしくは敵の攻撃命中で補正効果はリセットされる。

## 勝利・敗北条件
これを満たすことでマップをクリア（或いはイベントの進行）となる勝利・敗北条件はステージ中に変化する場合もある。下は勝利条件の一例である。
勝利条件
- 敵軍の全滅
- 特定の敵機体またはユニット（建築物等）の撃破
- 規定ターン数の経過
- 戦艦・味方または特定の味方の目的地到達
- 特定の敵機のHPを一定値以下にする

敗北条件
- 味方の全滅
- 特定の味方またはユニット（建築物等）の撃沈
- 戦艦の撃沈
- 敵軍の特定エリアへの到達
- 規定ターン数の経過
- 特定の敵の撃墜
- 敵機数が一定数以下になる

## セーブ・コンティニューと全滅プレイ
ゲーム途中でセーブした時、コンティニューで再開できる。セーブした後でゲームを中断するとキャラクターの小話が入り、スーパーロボット系のキャラクターが登場する時はアニメの次回予告調であることが多い。さらにはそこで登場したキャラや曲等をサウンドモードやキャラクター辞典に登録できるので便利である（基本的に声が入っている作品のみ）。
またこのシリーズの特徴として、戦闘中に稼いだ資金や経験値（レベル・精神コマンド）がゲームオーバーになってもコンティニュー時にそのまま持ち越せるというものがあり、それを利用して故意に敗北条件を満たすことにより同一ステージで延々と資金や経験値を稼ぐことを「全滅プレイ」という。
基本的にこのシリーズでは一旦ステージをクリアして次に進んでしまうと前のステージに戻ることができず、次のステージでユニットの強制出撃などで成長させていないユニットしか使えない場合などには最悪の場合クリア不可能な状態が発生してしまう可能性が存在する。ただし、かつては全滅プレイを行ってもインターミッションに戻れないことが多く、機体の改造は不可能ということも多かった（近年の作品は出撃前にも改造が施せるようになり、このことに対しての救済措置として意図的に組み込まれていると言われている）。殆どの作品でマニュアルには記述がないため原則として「裏技」として扱われている。しかし、場合によってはゲームバランスを崩しかねない行為なので、熟練度が設定されているシリーズでは熟練度が獲得できないなどのペナルティを課している場合がある。また、総ターン数は全滅プレイをした時のターン分加算されることが多いため、『第4次』や『第3次α』などシナリオ分岐の条件に総ターン数が関わる場合は不利になる。

## インターミッション
| 名称                                                          | 内容 |
| ------------------------------------------------------------- | --- |
| データセーブ/ロード                                           | データのセーブ/ロードを行なう。マップ上で行なうクイックセーブとは異なり、データを複数残すことが可能（ロードは搭載されていない作品もある）。 |
| 機体改造 武器改造                                             | 戦闘で手に入れた資金を使って機体の能力ないしは武器の攻撃力を強化する。ソフトや機体によって改造に必要な資金や改造できる最大値、上昇する数値は異なる。また、改造は後継機などに引き継がれることもある。最大限まで改造した場合、機体の場合は機体性能をさらに上昇させることができ、武器の場合は新たな武器や技を使えるようになったり、通常武器からMAP兵器へと変化するボーナスが受けられることがある。 |
| 乗り換え                                                      | 機体のパイロットを変更する。乗り換え可能かどうかは原作の設定に依存するため、パイロットが固定されている機体は乗り換えができない。また、設定上誰でも操縦できる機体でも、原則として作品の枠を超えた乗り換えはできないが、世界観を共有するシリーズ間など理由から、一部パイロットでは乗り換えが出来る作品もある。                                                                                    |
| 強化パーツ                                                    | 強化パーツを装備して機体を強化する。 |
| ユニット能力 パイロット能力 検索                              | 能力の確認を行なう。 |
| パイロット養成 スキルパーツ 小隊編成 バザー 換装 ツメスパロボ | 作品ごとに用意された特殊なコマンド。 |
| 次のマップへ サブシナリオ                                     | インターミッションを終了し、次のシナリオへ進む。 |

### パイロット養成

#### PP方式
GBA版『OG』以降、主に『OG』シリーズと『α』シリーズに採用されているシステム。戦闘で手に入れたPP（パイロットポイント）を消費し、格闘・射撃・命中・回避・技量・防御の各パラメータを上げることが可能。上限は400。本来の数値と投入したPP分の上昇値が区別されない。
例： Lv1で格闘値100のパイロットは、PP消費により300上げて格闘値400にすることが可能。レベルアップで本来の値が250になった場合も、格闘値は400のままである。
また、PP消費により新しい特殊技能を習得することが可能。技能によってPP消費量は異なる。標準で習得する技能やPP消費で修得した技能の上書きも可能。ただしニュータイプや念動力などの先天的技能は上書きできないことが多い。ゲームをクリアするとPPによる強化はリセットされるが、前回プレイ時の合計獲得PPの平均値が全パイロットに振り分けられた状態で次の周回を開始する場合が多い。『A PORTABLE』ではスキルパーツと統合されており、戦闘で手に入る能力上昇系スキルパーツを使用することで養成と同じ効果が得られるようになった。

#### BP方式
『D』『J』『W』に採用されたシステム。レベルアップで入手できるBP（ボーナスポイント）を消費し、格闘・射撃・命中・回避・技量・防御の各パラメータを上げることが可能。上限は255。PP方式と異なり、本来の数値と振り分けた数値が別個に管理されているため、上限は各キャラごとに異なる。
例： Lv1で格闘値100のパイロットは、BP消費により255上げて格闘値355にすることが可能。レベルアップで本来の値が250になった場合、格闘値は505となる。
ゲームをクリアしてもBPによる強化はリセットされず、数値はそのままで次の周回へ持ち越される。BP消費による技能の習得は不可であり、後述のスキルパーツによって習得する。

### ツメスパロボ
詰将棋の要領でプレイするミニマップ。クリアすることで資金や強化パーツなどのボーナスを得ることが出来る。携帯機の『D』と『J』、iアプリの『i』のみに採用されている。

### サブシナリオ
『GC・XO』で導入されたシステム。特定のシナリオクリア後に次の正規シナリオと平行して出現する小規模のシナリオ。何回でも繰り返しプレイできるため、ここで資金稼ぎやパイロット育成を行うことが出来る。シナリオによっては隠しキャラが登場することもある。

### スキルパーツ
パイロットに特殊技能を付加したり能力を底上げする等の効果を持った「スキルパーツ」を装備する。このシステムがある作品では、パイロット養成で特殊技能を習得させることが出来ない。『W』以降では使い捨てアイテムとなり、クリア後も効果が持続する。『D』以降の任天堂携帯機シリーズ作品と、『GC』（リメイクである『XO』『A PORTABLE』を含む）に採用されている。

### その他
小隊編成
いくつかの機体で構成された小隊をつくる。最大は4機。また、戦艦は小隊を組むことはできない。各機にはコストというものがあり、それを合計したものが5以内の場合のみ編成可能である。小隊長（MAP上に常に表示される機体。変更可能）やパイロットが一人でも不在の場合は編成不能。『Z』では小隊編成コストは存在しないが、最大数は3機まで。
小隊システムの概念が存在する『第2次α』『第3次α』、フォーメーションの要素がある『Z』のみの要素。
バザー
『スーパーロボット大戦α外伝』参照。『Z』にもあるが、機体の売却は出来なくなっている。
ショップ
携帯機のシリーズで時々存在し、強化パーツを売却することが出来た。ショップではないが、据え置き機でも強化パーツの売却は行える作品もある。
『W』では、クリア後の特典として強化パーツや、機体の購入なども可能になった。
バザーの発展系とも。
換装
機体を換装し、特性を変化させる。換装出来るのは換装パーツが存在する機体のみ。変形などと違い原則マップ上で換装できない（『J』では戦艦搭載時に換装可能）ため、出撃するマップにあわせた換装を行なう必要がある。
換装には大きく分けて、武装を変化させるタイプと地形適応を変化させるタイプの2種類がある。

## ユニット能力
他のシミュレーションゲームのように決められた役割はなく、それぞれの個性を重視した性能付けがなされている。しいて分けるならば以下のような分類となる。
リアル系
モビルスーツ、オーラバトラー、バルキリーなどリアルさを重視した作品の機体が該当。運動性が高く、攻撃力や耐久性は低めであることが多い。
スーパー系
マジンガーZ、ゲッターロボなどのスーパーロボットが該当。運動性は低めだが高い攻撃力や耐久性を持つことが多い。
サポート系
ダイアナンA、メタスなどの修理・補給装置を持つ機体が該当。直接の戦闘能力は低めであることが多い。
戦艦
ホワイトベース、マクロスなどの戦艦ユニット。一部を除いて戦艦以外の他ユニットを搭載可能。HPは高いが、スーパー系ほどの装甲防御力は持たないことが多い。
『α』以降は従来より能力が強化され、複数のサブパイロットを持つ戦艦も増えたため、使いやすくなっている。

### 機体パラメータ
| 名称       | 内容 |
| ---------- | --- |
| HP         | 耐久力を示す値。攻撃により0になると撃破される。 |
| EN         | エネルギー量を示す値。武器の使用や空中・宇宙での移動時、バリアの発動時などに消費する。0の場合、移動時にENを消費する地形を移動できなくなる。毎ターンわずかながら自動回復する（基本的に5）。『Z』シリーズでは、空中に浮いているだけでもENが消費される（その代わり、地形適応が空だけのユニットも地上に降りることができる）。                            |
| 装甲       | 装甲の頑強さを示す値。被ダメージ量に影響する。 |
| 運動性     | 敏捷性を示す値。戦闘における回避率に影響する。過去の作品では命中率にも影響していたが、運動性が低いスーパー系が不利になりがちのため『α外伝』以降は影響しなくなった。 |
| 限界       | 機体の追従性を示す値。ユニットの運動性とパイロットの回避値または命中値を足した数値がこの数値を上回っていても、限界以上の能力は発揮できない。機体の性能がパイロットに追いついていない様を表現したパラメータ。 |
| 移動力     | 機動力を示す値。ユニットがMAP上で移動できるマスの数。海中や山などを移動する際は移動可能な距離がこの数値よりも少なくなる。 |
| 地形適応   | ユニットが得意とする地形を示す値。基本的にAからDの4段階で表され、Aがその地形にもっとも適応しており、逆にDやCはほとんど適応していない。地形適応に優れているほど高い攻撃力・防御力を発揮する。Aより上のSが導入されることもあり、さらに回避・命中率にも影響を及ぼす。                                                                                   |
| タイプ     | 「空陸」などのように表記され、ユニットが進入できる地形を示す。これを能力値化し、移動適応として地形適応と同様にA、B、-の3段階で表されている作品もある。 |
| サイズ     | 機体の大きさ。SSから3Lまであり、相手とのサイズ差に応じて命中率と攻撃力（一部作のみ）に補正が掛かる。『第3次Z 時獄篇』にはLやLLを越えた「∞」というサイズが存在する。 |
| 修理費     | 撃墜された場合、戦闘マップ終了後に資金からマイナスされる額。敵ユニットに設定してある場合、この値の半分が撃墜時の獲得資金になる。一部の作品には修理費の概念が存在せず、『Z』シリーズには修理費を0にできる「ネゴシエイター」の特殊技能がある。 |
| 強化パーツ | 「強化パーツ」を装備可能な数。ユニットごとに設定され最小で1、最大で4となっている。基本性能が高いユニットは少なく、弱小ユニットは多く設定される傾向があるため、多数のパーツ装備で弱小ユニットを強力なユニットへ変貌させることも可能。基本が分離形態のユニットは個別にパーツを装備でき、合体した際には分離状態で装備した全てのパーツ効果が適用される。 |
| コスト     | 小隊編成の決め手となる数値。強力な機体やサイズが大きい機体ほどコストが高い傾向がある（稀に強力な機体でありながらコストが低いこともある）。最小値は0.5、最大値は4。戦艦には存在せず、小隊に組み込めない。 |

### 特殊能力
| 名称              | 解説 | 備考 |
| ----------------- | --- | --- |
| 合体              | 複数の機体が合体し、強力な機体になる。合体すると複数のパイロットが乗るユニットになるが、例外もある。同ステージでは分離ことができない場合が多い。 なお、いわゆる「合体ロボ」と呼ばれるロボット（ゲッターロボ、コン・バトラーVなど）は合体した状態で出撃する場合が多い。 | 例： ガンダムMk-II + Gディフェンサー = スーパーガンダム 氷竜 + 炎竜 = 超竜神 ガイキング(ガイキングLOD) + ライキング + バルキング = ガイキング・ザ・グレート |
| 分離              | ひとつの機体が複数の機体に分かれる、あるいは不可逆変形（追加装甲の着脱など）。二体合体や不可逆変形の場合、脱出機能（後述）を兼ねる。 | 例： ガンダム試作3号機→ガンダム・ステイメン ダンクーガ→イーグルファイター、ランドクーガー、ランドライガー、ビッグモス |
| 変形              | 機体を変形させ、移動タイプなどの特性を変化させる。 | 例： Ζガンダム→ウェイブライダー VF-1A（ファイター）→VF-1A（ガウォーク）、VF-1A（バトロイド） ゲッター1→ゲッター2、ゲッター3 |
| 換装              | 機体の装備を変更し、ユニットの性能を変化させる。基本的にインターミッションのみで変更可能だが、特定の条件下（戦艦に搭載されている等）なら戦闘マップ上でも変更可能な機体もある。 | 例： V2ガンダム→V2アサルトガンダム、V2バスターガンダム、V2アサルトバスターガンダム エステバリス空戦フレーム→エステバリス0G戦フレーム スコープドッグ→スコープドッグ・レッドショルダーカスタム、スコープドッグ・ターボカスタム(ザ・ラストレッドショルダー) |
| 変身              | 別のユニットに変身し、パワーアップする。HPとENが全回復するが、同ステージでは元のユニットに戻ることができない。同系統のコマンドに「合身」「騎乗」が存在する。 | 例： ケンリュウ→バイカンフー リューナイト・ゼファー→リューパラディン・ロードゼファー ファイヤーライガー→サンダーライガー |
| 搭載              | 味方ユニットを搭載して修理・補給を行う。搭載されたユニットのパイロットは気力が下がる。 | 戦艦の標準的な能力のため、作品によっては特殊能力として記載されていない。戦艦ユニット扱いながら搭載能力を持たないユニット（ジェイアーク、『J』のエターナルなど）、戦艦ではないが戦艦級の大きさのため、母艦機能のあるユニット（『第2次Z 再世篇』の真ドラゴン）もある。 |
| バリア            | 被ダメージを軽減する能力。総ダメージを軽減、一定値まで無効化するが限界値を超えると軽減無しでダメージを受ける、特定の属性の攻撃（ビームなど）にのみ有効、など様々な種類が存在する。気力や技能レベルによってバリアの耐久性が変化するものもある。 | 「ビームコート」「Iフィールド」（『機動戦士ガンダム』）「ATフィールド」（『新世紀エヴァンゲリオン』）など。「バリア貫通」属性のある武器で無効化される（エステバリスの「フィールドランサー」等）。 |
| 分身 特殊回避     | 本来の命中率とは別に、一定確率で攻撃を回避する（例：分身の場合は50%で攻撃を回避する）。パイロットの気力が130以上で発動。精神コマンド「必中」「直撃」で無効化される。 | F91、ビルバインなどが所持。「マッハスペシャル」（ゲッターライガー）「オープンゲット」（『ゲッターロボ』）「ゴッドシャドー」（ゴッドガンダム）など、名称は異なるが同様の効果をもつ能力が存在する。一部作は発動確率/最大発動確率に技量、能力が関わることがある。『MX』で一部の武器に設定されている「拡散」属性の武器（スーパーガンダムの「拡散バズーカ」など）は、分身による回避ができない。 『L』では名称は「特殊回避」に統一されている。                                |
| シールド装備      | 一定確率でシールドを構え敵の攻撃を防御する。作品によってシールド防御による効果は異なるが、ほとんどの場合ダメージの軽減である。使用にはパイロットの「シールド防御」能力が必要。 | HP制（『A』）や回数制（『IMPACT』『MX』）など、作品によってシールドの仕様は異なる。『MX』の一部武器（グレートマジンガーの「グレートブースター」など）にはシールド貫通属性があり、これらはシールドでのダメージ軽減効果が弱体化し、さらに耐久力を強制的に減少させる。 |
| 剣装備 銃装備     | 一定確率で剣を使って実弾兵器を切り落とし、無効化する。使用にはパイロットの「切り払い」能力が必要。同様の効果を持つものに、射撃系の武器でミサイルなどの実弾兵器を打ち落とす「打ち落とし」が存在。 | 実弾兵器以外に、ファンネルやインコムなどを切り払える場合もある。撃ち落とせる武器は切り払いに比べ限定的で、各種のミサイルとファンネルなどに限られる。『OG』シリーズでは武器が換装できるため未実装。 |
| ジャマー          | バリアの亜種ともいえるもので、誘導ミサイル系の攻撃を完全回避する（『OG2』では発動率50%）。「必中」「直撃」などで無効化される。 | ガンダムデスサイズ（新機動戦記ガンダムW）、ドラグナー3型（機甲戦記ドラグナー）など、原作で電子戦に優れていたり、ジャミングの得意なユニットが所持。ただしミサイルと名がついていても誘導属性のない武器（ゲッター1のミサイルマシンガン等。『A PORTABLE』で武器能力から確認可能になった）には無効。 |
| 修理装置 補給装置 | 隣接する味方ユニットを修理または補給する。原作で修理や補給を行った機体の他にも、弱者救済として弱めのユニットが装備している場合がある。修理・補給を行った際にも経験値が入る。修理・補給を行った側のパイロットとそれを受けた側のパイロットとのレベル差が大きいほど、得られる経験値が多くなる。修理の回復上限は修理する側のユニットの最大HPまで。 | 修理装置所持：メタス、ダイアナンA（『マジンガーZ』）など。 補給装置所持：ブルーガー（『勇者ライディーン』）、ボスボロット（『マジンガーZ』）など。 ホワイトアーク（『機動戦士Vガンダム』）やホバー・トラック（『機動戦士ガンダム 第08MS小隊』）、ハルク砲艦アックスボンバー号（『NG騎士ラムネ&40』）等原作で母船またはそれに近い役割をしていたユニットは修理・補給の双方を所持していることがある。 『OG』シリーズでは換装武器扱いのため、ほとんどのユニットが所持可能。 |
| HP回復 EN回復     | 自軍フェイズ開始時、HP・ENが最大値に対して一定の割合で回復。原作における自己修復能力を再現したもので、難易度を上げるためにボスキャラが所持していることが多い。1ターンごとの回復量の違いで10%から100%まで存在。 | HP回復所持：デビルガンダム、使徒（『新世紀エヴァンゲリオン』）など。1ターンにつき最大で30%回復。マキナ系(『鉄のラインバレル』)のようにDソイル値によって回復量が増減するケースもある。 EN回復所持：ブレンパワード系、天のゼオライマーなど。こちらは1ターン毎に完全回復する機体もある。 |
| ホバー ワープ     | 移動を補助する特殊能力。地上を移動時に移動補正を受けなくなり、海上でも地上扱いとなる。ワープはその地点に直接移動し、移動補正を全く受けない。ワープは気力によって発動する場合が多い。 | ワープは「バイタルジャンプ」（ブレンパワード）「ボソンジャンプ」（ナデシコ、エステバリス）など、ほぼ全てが作品ごとの固有名である。分身能力を併せ持つ場合も多い。 |
| 能力値補正        | パイロットの気力が一定値に達した場合、戦闘能力（パイロット能力、機体の能力、攻撃・防御力など）にプラス補正が行われる。作品によっては発動と同時に武装が追加されたりバリアが備わることもある。一旦発動した後に気力が条件値以下に下がっても補正は残る（一部気力によって上昇値が変動するものも存在）。 | 「マジンパワー」（マジンガー系列）「ゼロシステム」「V-MAX」「フェイスオープン」（『ガイキング』など）など。作品や能力によっては個別にコマンドで発動させる必要がある。 |
| 脱出機能          | ユニットが破壊された場合に、追加装甲を排除したり、合体した一部ユニットだけが破壊されたり、脱出ポッドとして搭載された戦闘機に変化するなどして戦闘を継続できる。特殊能力として記載されていないことも多い。修理費はかからない（合体ユニットの場合、破壊されたユニットの分のみ必要）が、多くの場合弱体化するため戦闘には参加し辛くなる。 | コアブロックシステム（『機動戦士ガンダム』）、『鋼鉄ジーグ』などが該当。作品によっては脱出後のユニットは戦艦への搭載や特殊コマンドで撃墜前のユニットに戻ることもできる。コアファイターやホバーパイルダー等はユニットサイズが小さくなり運動性が跳ね上がるため、かえって生存性が上がる場合もある。 |
| 交代              | 能力は作品ごとに異なる。 『J』、『W』：戦艦に搭載されたユニット（行動終了したものも含む）を、出撃していないユニットと交代させることができる。ただし無制限にではなく、戦艦一隻につき最大3回までである。一度「交代」によって帰還したユニットはそのステージで再出撃できない。 『NEO』：1ユニットで複数のユニットとして出撃。単機で合体攻撃を発動することができる。 『L』：パートナーユニットのみ使用可能のコマンド。自分のパートナーユニットのメイン機体とサブ機体を入れ替える。 『OE』：グループ出撃したユニットの先頭ユニットを変更する。/グレンラガンのメインパイロットを変更する。 | 『J』、『W』：本来ならば戦艦クラスのユニットであるエターナル（『機動戦士ガンダムSEED』、『J』のみ）、潛水艦であるトゥアハー・デ・ダナン（『フルメタル・パニック!』、『J』『W』）は母艦の能力を持っていながら、交代ができない。 『NEO』：『疾風!アイアンリーガー』の一部ユニットの専用能力である。 |

### 武器パラメータ
| 名称                            | 内容 |
| ------------------------------- | --- |
| 攻撃力                          | 武器の威力。基本的に10単位で表示される。ゲーム後半には改造や機体の入れ替わりによって攻撃力が上昇する。 |
| 射程                            | 攻撃の届く範囲。「2から7」のように近い位置には攻撃できない武器もある。 |
| 命中補正 クリティカル補正       | 命中率、クリティカル発生率に補正がかかる。 |
| 移動後攻撃可能                  | 移動後に攻撃が可能な武器にはPのマークがつく。射程の長い武器は移動後に使用できないことが多い。かつては格闘武器のみがこの属性を持ち、移動後に攻撃可能なことがスーパー系の特徴となっていた（マジンガーZのロケットパンチ、ゲッター1のトマホークブーメランなど）。『α』以降はモビルスーツのビームライフルなども移動後攻撃可能になっている。射程1の武器は基本的に移動後攻撃可能である（古い作品ではPマークがついていなかった）が、後に射程1かつ移動後不可という武器も登場した。 |
| 必要気力 必要EN 必要技能 必要Lv | 武器の使用条件。威力の高い武器やMAP兵器は条件が厳しく設定される傾向がある。 |
| 地形適応                        | 機体同様、武器にも地形によって向き不向きがあり、適応度が高いほど与えるダメージが増える。対応していない地形に対しては攻撃できない（ビームが水中に対して無効など）。作品によっては攻撃可能な場合があるが、ダメージは極端に低くなる。 |
| 格闘 射撃                       | 武器のタイプ。格闘の場合はパイロットの格闘値、射撃なら射撃値を元にダメージが算出される。マジンガーZのロケットパンチなど中-遠距離攻撃でも格闘に属する武器もある。逆にガンダム試作3号機の零距離メガビーム砲など近接攻撃に見えるが射撃に属する武器もある。一部作品ではこれらの武装のために「射撃格闘」のタイプを別に設けている場合もある。合体攻撃（後述）でも、仕掛ける側によって格闘か射撃かが変わるものもある。                                                           |
| 属性                            | ビーム、物理などの属性。バリアの中には特定の属性を無効あるいは軽減するものがあるため、相手に応じて使い分ける必要がある。 |

合体攻撃
特定の味方ユニットが隣接（小隊制が採用されている場合は同小隊）した際に使用できる強力な攻撃。基本的に同作内でのユニット同士で行われるものが多いが、世界観が同じ作品（例：マジンガーZ、グレートマジンガー、グレンダイザー）や、同シリーズ作品（J9シリーズ、エルドランシリーズ、長浜ロマンロボシリーズ）内でも使用できる場合がおる。
作品によって合体攻撃に対する援護攻撃が可能なものと、不可能なものが存在する。前者は『OG』シリーズなど、後者は『J』などが該当。
『Z』以降の作品は、片方のユニットにしか使用不可能が、使用条件と、弾薬やENを消費するのは使用者のみ、参加するユニットの隣接（同小隊）が必要ない合体攻撃も存在する。
2011年現在の合体攻撃に必要なユニット数で最多なのはラインバレルMode-C、ヴァーダント、ハインド・カインド、ペインキラー、ディスィーブ、アパレシオン、タリスマン（『鉄のラインバレル』）ら7体による「ファイナルフェイズ」である。
コンボ武器
一直線に並んだ敵をまとめて攻撃可能な武器。パイロットがコンボ技能を有していないと通常攻撃と同じ扱いになる。『OG2』では「連続攻撃」として採用され、連続攻撃属性を持つ武器の使用時に通常攻撃と連続攻撃の選択が可能。『W』ではコンボ属性のある武器であれば、敵が複数体隣接さえしていれば複数体攻撃できる「マルチコンボ」へ仕様が変わり、射撃武器でもコンボ可能になった（一直線に並んでいる必要はない）。
類似のシステムとして『MX』に「ダブルアタック」がある。こちらは隣接した2体の敵をまとめて攻撃できるものである。使用弾数またはENは2体分消費される。
特殊効果
「特殊能力」は機体が持つ能力であるが、こちらは武器が持つ能力である。精神コマンドでは変化させられない（気力を除く）パラメータに補正を加えることが出来るのが特徴。敵また味方に命中後、ダメージ以外の特殊効果を付与し、戦闘の展開を容易にする。パイロットまたは機体に効果を及ぼす。以下はその代表例。
- 防御力補正 - 対象の機体の装甲値、あるいはパイロットの防御値を上昇あるいは減少させる。
- 攻撃力補正 - 対象の機体の攻撃値、あるいはパイロットの攻撃値を上昇あるいは減少させる。攻撃値には格闘武器用と射撃武器用が存在する。
- 命中値補正 - 対象のパイロットの命中値を上昇あるいは減少させる。
- 気力補正 - 対象のパイロットの気力を上昇あるいは減少させる。

歌
『マクロス7』のバサラとミレーヌ機の専用能力。
相手に対して特殊効果のみを与えられる特殊な武器。味方に対しても使用可能で、敵に使用した場合とは反対にパラメータをアップさせることができる。通常の武器が機体のENを消費するのに対し、歌はパイロットの歌ENを消費して使用する。
「プロトデビルン」技能を持っている敵に対してはダメージを与え、このダメージ計算には「格闘」「射撃」などの代わりに設定される能力値「歌魂」が反映される。第2次Zではプロトデビルンは登場しないため、バジュラに対しては気力低下&一定気力以下で撃墜扱いの撤退し、次元獣に対しては気力低下&ダメージを与える。
バサラ達以外ではマイク・サウンダース13世（『勇者王ガオガイガー』に登場）、『UX』のフェイ-イェンHDが歌属性の武器を持っている。ただし、歌以外に通常攻撃武器が用意されているので「歌魂」の能力設定はなく、「歌EN」も無い（弾数制）。『W』『UX』では攻撃力が無くなり、味方サポート専用になっている。
特殊コマンド
範囲内にいる全ての味方/敵に対して特殊効果のみを与えられる特殊な武器。歌とは異なり「歌魂」の能力設定はなく、「歌EN」も無い（機体の弾数/ENを消費して発動する）機体のENを消費して発動する。

### 強化パーツ
ユニットの性能を底上げしたり、特殊能力を付加するアイテム。ユニットごとに設定された上限数まで装備可能。強敵を撃破するなどの行動で入手できる。敵に対しても効果がある作品もある。参戦作品から引用されたものが多く、大別すると4つのカテゴリーに分けられる。
能力アップ系
ユニットの運動性や装甲、移動力をアップさせるパーツ。バリアや分身の特殊能力を付与するものも存在。
例：マグネットコーティング、超合金Z、メガブースター、Iフィールド発生装置
武器系
武器の射程や命中率が上昇するパーツ。一部の作品には攻撃力が上がるパーツも存在する。
例：高性能レーダー、高性能照準機、ENチップ、V-UPユニット
消費アイテム系
使用すると無くなる使い捨てのパーツ。HPやENを回復させるものの他、パイロットの精神ポイントを回復するものも存在。獲得数が一番多くなるパーツである。一部の作品では敵が所持しているパーツを使用することもあり、当然使われるとそのパーツは入手できない。『NEO』、『第2次Z』においては、入手数が少ない代わりに、使ってもステージ終了時に復活する仕様となっている。
例：リペアキット、プロペラントタンク、アンドロメダ焼き
特殊系
複数の効果を同時に付与するものや、気力が上昇した状態で戦闘開始するものなど、特殊な効果を発揮するパーツ。数は少ない。
例：ハロ、ミンメイ人形、テム・レイの回路

### フル改造ボーナス
機体の全性能もしくは武装を最大まで強化すると追加できるボーナス要素。
機体性能をさらに強化することができる。ユニット・武器の性能どれか一つを大きく強化する、地形適応を向上させるというパターンが大半だったが、近年の作品ではユニットごとに異なる固有のボーナスも選べるようになっている。固有ボーナスには新しい機能を追加するものも存在する。なお『α外伝』のバザーでフル改造したユニットを売却すると、おまけとして強化パーツが得られるようになっていた。

## パイロット能力
ユニットにはパイロットが搭乗するか、そのユニット自体がパイロットとして扱われる。基本的に、主な搭乗ユニットの長所を強化できる能力を持つキャラが多い。

### パイロットパラメータ
| 名称   | 内容 |
| ------ | --- |
| レベル | パイロットのレベル。これが上昇するとパラメータの向上や特殊技能の習得など、より強力なパイロットになる。 |
| 経験値 | レベルを上げるために必要な値。敵ユニットを攻撃、撃破することにより獲得。敵より自分のレベルが低いほど獲得経験値が増加。基本的に経験値を500獲得するごとにレベルが1上昇。作品によっては必要経験値が1000に跳ね上がることも。                                                         |
| 格闘   | 格闘武器の攻撃力に直接影響する数値。この数値が高いほど、格闘武器で与えるダメージ量が増加する。 『第4次/S』『新』では名称が「近攻撃」で、射程1の武器に適用。 |
| 射撃   | 射撃武器の攻撃力に直接影響する数値。この数値が高いほど、射撃武器で与えるダメージ量が増加する。 『第4次/S』『新』では名称が「遠攻撃」で、最大射程が2以上の武器に適用。 |
| 命中   | 武器の命中率に直接影響する数値。この数値が高いほど、命中率が高くなる。 |
| 回避   | 攻撃を受ける際の回避率に直接影響する数値。この数値が高いほど、回避率が高くなる。 |
| 技量   | クリティカルの発生率に関わる数値。技量が相手より大きいほど、クリティカルが発生しやすい。作品によっては特殊技能の発動確率や、特殊技能の「援護」を行うユニットの選択に関わっていることもある。精神コマンド「てかげん」の効果の条件にもなっている。                                 |
| 防御   | 被ダメージ量に影響する数値。この数値が高いほど、被ダメージ量が減少する。 『α外伝』以降、「反応」に代わり設定された。 |
| 反応   | 回避・命中率に影響する数値。初期の作品では名称が「直感」。援護の優先順位にも影響した。 『A』を最後に、最近の作品には設定されていない。 |
| 気力   | 現在の気力の値。詳細は気力の項を参照。 |
| SP     | 精神ポイント。精神コマンドを使用するための値。「現在値 / 最高値」の形で表示される。 |
| 撃墜数 | 敵ユニットの累積撃破数を示す値。初期作品では単なる記録でしかなかったが、最近では一定数を超えるとパラメータ表示箇所に「エース」を示すマークが現れ、戦闘効果にボーナス補正がかかるようになった。ボーナスの内容は作品によって異なる。特定の隠しユニットの参戦条件になることもある。 |

### 精神コマンド
パイロットが所持する精神コマンドの種類は基本的に一人6種類（『Z』以降の一部作品は5種類以下）まで。そのパイロットの性格を反映したものを持つが、ユニットに最低限必要な精神コマンドはある程度共通している。例えば「熱血」や、リアル系パイロットは「ひらめき」や「集中」を、スーパー系のパイロットは「必中」や「気合」を所持することが多い。
原作において脇役であったパイロットは、基本能力値が低いが主人公級のパイロットが持たない有用な精神コマンドを所持する場合が多い。そのため運用方法によっては能力値以上の効果を得ることが可能である。この様なキャラクターは概して「サポートキャラ」と呼ばれる。

### 特殊技能
精神コマンドと同様に、パイロットの超人性や位置付けをゲーム内で再現する要素。基本能力値に対する補正や、戦闘時の特殊効果など様々である。レベル制になっている場合もあり、技能レベルが高いほど得られる効果も高くなる。精神コマンドと同様に、同名の特殊技能であっても作品によって効果が異なる。
一部作品では「パイロット養成」などで付加できるが、先天的な技能（ニュータイプなど）は上書き不可。『COMPACT2』『IMPACT』には「スキルコーディネイト」というシステムがあり、MAPクリアのターン数に応じて得られるスキルを任意のパイロットに付加することが可能だった。『D』『GC』『J』『W』『A PORTABLE』には「スキルパーツ」というシステムがあり、同じく先天的な技能は付加できないが、パイロットに特殊技能を持たせたり外したりすることが可能である（『W』『A PORTABLE』では外せない）。パイロット毎に所有できるスキルパーツの数は決まっており、能力の高いパイロットほど少ない傾向がある。『A PORTABLE』ではパイロット養成と統合されており、「能力を一定値上昇させるスキルパーツ」の使用により能力を上昇させることが可能。また特殊技能の一部はとある作品ではレベル9を超えることができ、その場合一例として『聖戦士MAX』などと表記される。
以下は特殊技能の代表例。
| 名称                                                                      | 解説 （所持するキャラクターの代表的な特徴） | 備考 |
| ------------------------------------------------------------------------- | --- | --- |
| ニュータイプ 強化人間 超能力                                              | パイロットが持つ超人的な能力を表現した技能。特殊な設定がある作品のパイロットが所持。回避・命中率や攻撃力、一部武器の性能に補正がかかる。またユニットの搭乗条件や、一部の武器の使用条件として必要になる場合もある。レベル制になっていることが多い。 | 同様の能力に聖戦士（『聖戦士ダンバイン』）、シンクロ率（『新世紀エヴァンゲリオン』）、忍者（『忍者戦士飛影』）、抗体反応（『ブレンパワード』）、勇者（『勇者王ガオガイガー』）、念動力（バンプレストオリジナル）、天才などがある。カテゴリーF（『機動新世紀ガンダムX』）など敵キャラクター専用の能力も存在。 DC戦争シリーズの一部作品GBA版の『A』では、一部他作品（バンプレストオリジナルを含む）のパイロット能力補正目的として使用する。 |
| 底力                                                                      | スーパーロボットアニメによくある土壇場での逆転ぶりを表現した技能。機体のHPが大きく減少した場合に回避・命中率、クリティカル発生率、装甲値に補正がかかる。レベル制となっている作品もある。                                                           | 『α』『α外伝』の「ガッツ」はこれの強化版（『F完結編』の「ガッツ」は全く異なる効果）。 同様の能力に異能生存体（『装甲騎兵ボトムズ』） |
| 切り払い 撃ち落とし                                                       | ミサイルなどの実弾兵器や、剣などによる物理攻撃を一定確率で無効化する。 | 剣や銃を所持する機体に搭乗している必要がある。「ひらめき」をかけた状態で発動した場合、「ひらめき」は残る。 |
| シールド防御                                                              | 攻撃のダメージを一定確率で軽減する。 | シールドを所持する機体に搭乗している必要がある。切り払いなどと統合され「防御」という技能になることも。 |
| 2回行動 3回行動                                                           | 自軍フェイズに2(3)回行動できるようになる。 | 『α外伝』まで自軍技能として有するキャラクターもいるが、『α外伝』以降ではボスクラスや強力な味方・中立NPCなど、特殊なキャラクターのみ所持。『第2次Z再世篇』では、自軍が使用できる2回行動が強化パーツの形として復活。 |
| 連続行動                                                                  | 気力が一定以上になった時に発動。自軍フェイズ毎1回だけ、敵機を撃墜した場合、その後にもう一回行動できるようになる。 | 再行動系能力精神コマンドと重なった場合、連続行動が先に発動される。 敵機はツインユニットの場合、2機とも（『第2次OG』）/メインユニット倒さなければならない。 サブパイロットは発動しない。また『UX』ではシングルユニットしか発動できない。 |
| スーパーモード 明鏡止水                                                   | 気力が一定以上になった時に発動。回避・命中率や攻撃力に補正がかかり、また一部の武器の使用条件として必要になる場合もある。基本的にパイロット側の強化だが、機体性能が変化するものもある。                                                             | スーパーモード、明鏡止水は『機動武闘伝Gガンダム』のキャラクターの能力。同様の能力に野生化（『超獣機神ダンクーガ』）、SEED（『機動戦士ガンダムSEED』）、ブラスター化（『宇宙の騎士テッカマンブレード』）、合神・重力子臨界（『超重神グラヴィオン』）、オーバースキル・ゲームチャンプ（『オーバーマン キングゲイナー』）、見切り、アタッカーなどが存在。                                                                                    |
| コーディネイター IFS処理 エレメントシステム オーバースキル ゲームチャンプ | 気力が一定以上になった時に発動するが、上記スーパーモード等とは違い、ある一定の気力を超えると段階的に回避・命中率に補正がかかる。後述の気力限界突破と併せることでさらに効果を発揮する。                                                             | コーディネイターは『機動戦士ガンダムSEED』の、IFS処理は『機動戦艦ナデシコ』のキャラクターの能力。 |
| 援護攻撃 援護防御                                                         | 隣接する味方ユニットを援護できるようになる。レベルによって1ターンに使用できる回数が決まる。 | 援護攻撃と援護防御を一つに纏めて「援護」としている作品もある。 |
| 指揮                                                                      | 周囲の自軍機の回避・命中率に補正をかける。 | 指揮能力が採用される以前、同様の特殊能力として『α』で主人公が持つ「勇者」が存在。 |
| 強運                                                                      | 敵機撃墜時の獲得資金が通常より増える。 | 初期の作品では幸運と重複したが、近年の作品では重複しない。同様の特殊能力として『新』『α』の社長、カウボーイ（カウボーイビバップ）が存在。 |
| 社長 サラリーマン                                                         | Zシリーズの社長は出撃したMAP終了後に出撃メンバー全員にPP+5、サラリーマンはレベルアップ、撃墜数10機毎、出撃したMAP終了後にPP+3を付与。 『V』『X』『T』の社長はTacPを50付与しサラリーマンは不採用。                                                  | 『新』『α』の社長は強運を参照。 |
| カウンター                                                                | 敵フェイズに攻撃を受けた際、一定条件で先に反撃できる。発動して敵機を倒せば攻撃を受けずに済む。作品により、回数制限によるものと確率によって発動するものとに分かれる。                                                                               | 当初は『新』で採用される予定だったが不採用に。『A』のみカウンターが発動した場合、確実にクリティカルになる。『IMPACT』の「先手必勝」は気力が一定以上でカウンターが回数制限無しに発動する。 |
| 闘争心                                                                    | 出撃時の初期気力に+5される。 | 『第2次Z』では初期気力に+10。 |
| 天才                                                                      | レベルアップに必要な経験値が400になる、もしくは獲得経験値が1.5倍になる。 | 近年では「天才」という特殊能力は同名の別能力（回避・命中率とクリティカル発生率が上昇）になることが多い。 |
| インファイト ガンファイト                                                 | 機体の能力を向上させる。インファイトは格闘武器の攻撃力と移動力が、ガンファイトは射撃武器の威力と射程が、それぞれ上昇する。 | 『COMPACT3』ではインファイトが豪腕、ガンファイトが狙撃という名称になっている。『W』では移動力ではなくクリティカル発生率が、射程ではなく命中率がそれぞれ上昇する。 |
| Eセーブ Bセーブ                                                           | 武器の消費ENを抑えたり、弾数制の武器の使用回数を増やしたりできる。 | 『OG』のみベテランというEセーブと同様の技能が存在。『OGs』ではすべてEセーブへ差し替えられた。 |
| 修理技能 補給技能                                                         | 修理・補給を行う際に便利な技能。修理技能は修理による回復量を増大させ、補給技能は移動後にも補給が可能になる。 | |
| SPアップ                                                                  | 精神ポイントの上限を上げる。養成で付加するほか、初期技能として有するキャラクターもいる。 | |
| SP回復                                                                    | ターンごとに精神ポイントが一定量回復する。 | 一部の作品では養成で付加できる。 |
| 集中力                                                                    | 精神コマンド使用時に消費するSPが通常の80%となる。 | 一部の作品では養成で付加できる。『A PORTABLE』では「SP消費ダウン」のスキルパーツの能力になっている。 |
| ヒット&アウェイ                                                           | 移動せずに攻撃した場合、攻撃後に移動できる（その場で「待機」も選べる）。 | |
| ラーニング                                                                | 小隊制やツインバトルシステムを採用した作品に存在する技能。通常、小隊員（またはツインユニットのサブ側）が得られる経験値やPPは小隊長（メイン側）より少なくなるが、この技能を所持していると100%の経験値やPPを得られる。                               | 小隊員（サブ側）でのみ意味のある技能。 |
| 気力限界突破                                                              | 通常の気力の限界である150を超え、170まで上げることが可能になる。 | 『W』では、気力によって効果が変動する能力を持つキャラクターに付与することで、文字通り限界以上の効果を引き出すことが可能。 |

### 気力
本シリーズの戦闘に深く関わる要素。パイロットの戦闘に対する精神状態を数値化したもの。原則として戦闘マップ開始時は100。50から150の間を推移する。上限については特殊能力やエースボーナスで上がるほか、イベントで例外的に気力300という場合も存在。
被・与ダメージに影響を与えるほか、一部の特殊技能、特殊能力の発動や必殺武器の使用条件として一定以上の値が必要。自分もしくは味方キャラの気力上昇精神コマンド、敵からダメージを受ける、敵を倒すといったことで上昇する。“序盤は威力の弱い武器で戦い、終盤に特殊な能力を発動したり必殺技で敵を倒す”という、原作の戦いの流れを再現したシステムである。リアル系ユニットは気力に関わらずほぼ全ての武器を使えるが、スーパー系ユニットの必殺技は高い気力が必要であることが多い（近年の作品ではリアル系も必殺技を持つことが増え、この点の差別化は減っている）。
一部作品では名称が「戦意」となっている。『LOE』においては気力が-50から+50（イベントのみ300）の間を推移するが、表示形式が異なるのみで他作品とほぼ同様。

### 性格
ゲーム中で直接確認することはできない隠しデータ。各パイロットごとに設定されており、味方ユニットが撃墜された際の気力の増減に影響する。近年の作品では戦闘で攻撃を当てた・外した、受けた・回避した、敵を撃墜した場合の気力の増減にも影響。
- 弱気 - 味方ユニットが撃墜されると気力が下がる。ネガティブ思考気味のキャラや普通の女性などに設定されることが多い。
  - 近年の作品では存在しない。
- 普通 - 味方ユニットが撃墜されても気力は変化しない。後述の「冷静」にあたるキャラに多かった。
- 強気 - 味方ユニットが撃墜されると気力が上がる。主人公キャラに多い。
  - 近年の作品では攻撃を当てた・回避した場合にも気力が上がる。
- 超強気 - 味方ユニットが撃墜されると気力が大きく上がる。熱血漢や高飛車なキャラに多い。
  - 近年の作品では攻撃を当てた・受けた場合にも気力が大きく上がるが、攻撃を外すと気力が下がる。

基本的には上記の4種。近年ではこの他にも気力変化が詳細に設定されることも多い。
- 慎重 - 戦闘での気力の上がり方は強気に似るが、味方ユニットが撃墜されると気力が下がる。近年の作品で追加。過去の作品で弱気に設定されていたキャラに多い。
- 冷静 - 攻撃を当てた・回避した場合に気力が大きく上がるが、攻撃を外したり受けたりすると気力が下がる（『OG』シリーズではこのデメリットはないが、敵を撃墜した時の上昇値が低い）。味方ユニットが撃墜されても気力は変わらない。近年の作品で追加。部隊の指揮官クラスに多い。
- 敵（大物/超大物）、ボス - 全ての状況において気力が上がる。近年の作品で追加された敵パイロット専用の性格。

### エースボーナス
一定数以上の敵機を撃墜したキャラクターに付加されるボーナス要素。一定数に達するとパイロット能力欄に「A」マークが点灯するなど、識別可能になっている作品もある。『K』では直前のインターミッションにおける撃墜数の上位3名がエースとなる。
撃墜数の多いパイロットに対するボーナスは、導入当初の作品では一律に初期気力が105になり撃墜時の獲得資金が増えるのみだったが、近年の作品ではキャラクターごとに固有のボーナス要素が付加されるようになっている。『R』では周回ボーナスにも影響し、撃墜数の順位に応じてパイロットの初期能力に補正がかかる。

## オプション
カラオケモード
ゲーム内で使われている各作品のBGMを歌詞付きで聞くことができるモード。歌詞にあわせて専用の戦闘シーンが流れる。
昔のカラオケはロボットアニメの曲があまり収録されていなかったため、カラオケモードは初期のスパロボのマニアックさの代名詞だった。しかし製作工程と予算の削減のため、最近の作品ではこのモードが採用されることはなくなった。
ロボット図鑑
ゲーム内で登場するロボット（ユニット）の詳細を閲覧可能。
キャラクター事典
ゲーム内で登場するキャラクターの詳細を閲覧可能。声が入っている作品の大半では、声優が当てられているキャラは「一言台詞」として原作の名台詞などを喋らせることが出来る。
デモセレクト
ゲーム内で使われたムービーを視聴可能。一度本編で見てからでないとここでは見られないことが多い。
サウンドモード
ゲーム内で使われた音楽を視聴可能。近作では一度クリアすることによって曲が増えたり、ユニットの曲が流れた時点で登録されることもある。
モードセレクト
『OG2』以降の一部作品において採用されている。ゲームを一度クリアしたデータで再びゲームを始めると始めにモード選択画面が表示される。選択できるモードは通常通りのノーマルモードに加え新たに武器改造不可、パイロット養成に必要なPP値がノーマルモードの倍、敵の改造段階が全てノーマル+3段階UP、敵の撃墜数がノーマル+30（『OG』シリーズ）、敵のレベルがノーマル+3（『第3次α』）、熟練度に関係なく難易度が難のEXハードモードというモードが追加されている。『Z』ではさらに厳しくなりユニット改造、パイロット養成すら不可能となっている。
さらにこのEXハードモードをクリアすると改造段階がUP（GBA版『OG2』では最大10段階、『第3次α』、『OGs』、『Z』では最大15段階）、全ての強化パーツ（『OG』シリーズでは換装武器も）を各一つずつ入手、各ユニットの小隊編成のコスト-0.5（『第3次α』）されるというスペシャルモードも追加される。なお、一度選択したモードを途中で変えることは不可能である。

## 主人公について
ゲーム開始時に、その作品におけるプレイヤーの分身となる主人公パイロットを複数候補の中から選択する。主人公は既存作品ではなく、バンプレストオリジナルのもの。主人公や系統の違いにより、物語や登場機体に差異が発生する。主人公が最初から1人に決まっている場合もある。パイロット名は変更可能。主人公選択システムが取り入れられたのは『EX』以降だが、その後も『α外伝』など特に定まった主人公が存在しない作品もある。
DC戦争シリーズ、αシリーズ、Zシリーズのみ生年月日・血液型を設定することも可能。生年月日と血液型の組み合わせにより、精神コマンドに差異が生じる。また、『J』などの一部の作品では一定条件を満たすことでゲーム開始時に主人公が習得する精神コマンドを自由に設定することができる（習得レベルは固定）。